# Sârbești (okręg Bihor)
Sârbești – wieś w Rumunii, w okręgu Bihor, w gminie Lunca. W 2011 roku liczyła 329 mieszkańców.